# Memory Technology Device

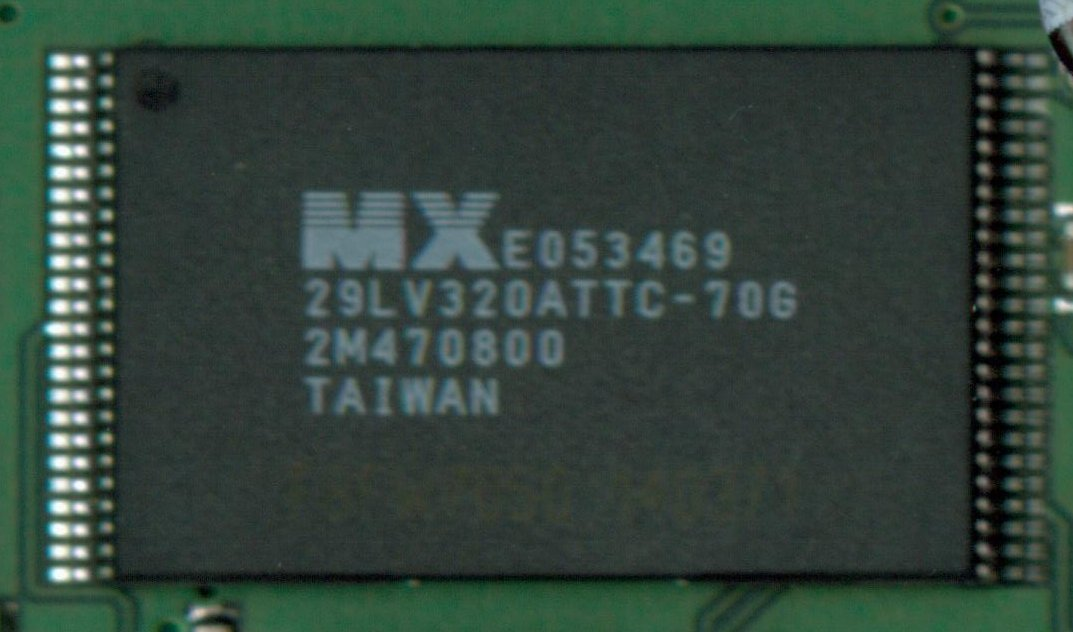
ルータ内のフラッシュEEPROM。MTDの実体

Memory Technology Device（メモリ・テクノロジ・デバイス、MTD）は、フラッシュメモリに作用するLinuxのデバイスファイルである。
MTDサブシステムは、ハードウェア固有のデバイス・ドライバとより高水準アプリケーションの間で抽象化レイヤーを提供する。キャラクタデバイスファイルやブロックデバイスファイルがすでに存在するが、それらのセマンティクスはフラッシュメモリデバイスの動作には対応しない。
USBメモリ、マルチメディアカード、SDメモリーカード、コンパクトフラッシュなどのよく使われるリムーバブルメディアは、MTDとは異なる。これらの物もフラッシュメモリを使用しているが、フラッシュメモリはFlash Translation Layerによってブロックデバイスインターフェースの後に遮蔽される。
MTDを使用するときは、JFFS2やYAFFSのようなMTDに対応したファイルシステムを使用することが推奨される。MTDサブシステムはブロックデバイスをエクスポートし、それによりext4のような一般のファイルシステムを使用可能にする。しかし、これらのファイルシステムは、フラッシュメモリに特有なウェアレベリングへの対応がないため、MTDで使用することは推奨されない。